# Fraude genealógica
Uma fraude genealógica é uma fraude, por meio de artifícios variados, com o objectivo de criar uma ligação genealógica entre um indivíduo e outro indivíduo, ou outros indivíduos, para obtenção de um ganho ou com vista à ascensão social.   

## História

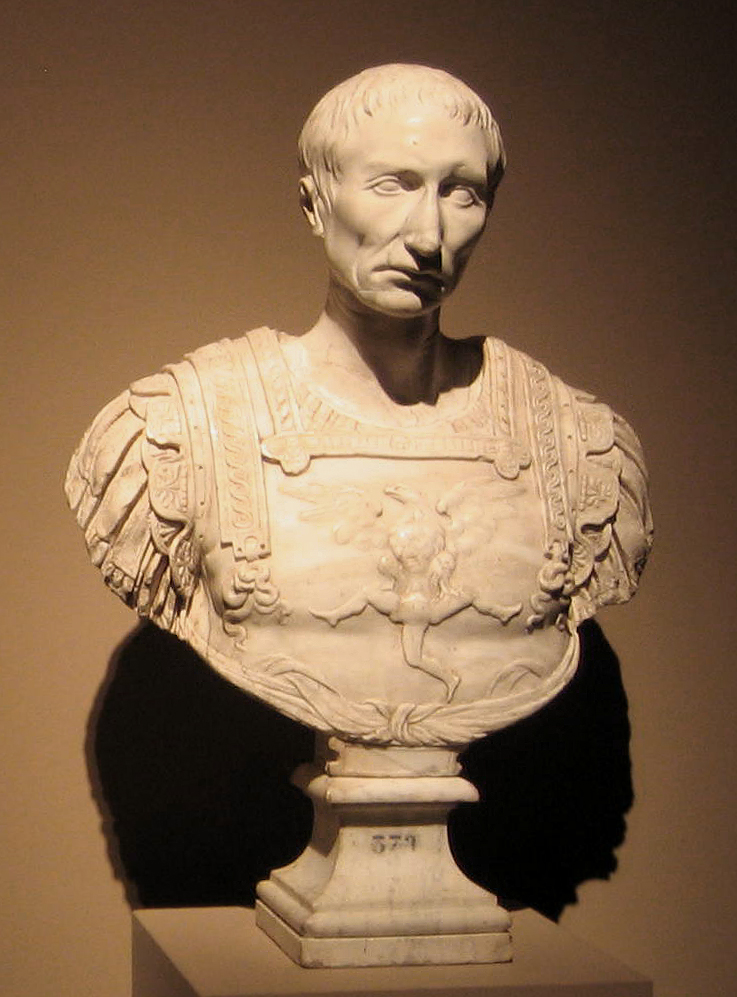
O ditador Júlio César, o membro mais conhecido da gens Júlia

Na Antiguidade são frequentes as tentativas de ligar pessoas e famílias a entidades mitológicas, como forma de prestígio e legitimação do poder. Exemplo disso é o da gens Júlia, a que afirmava ser descendente de Ascânio, filho do legendário troiano Eneias, que por sua vez era, segundo a mitologia romana, filho da deusa Vénus.
Diversos pseudo-pesquisadores se tornaram notórios pelas suas fraudes genealógicas, às vezes cobrando altas somas pelos seus trabalhos, como Charles H. Browning, Orra E. Monnette, Frederick A. Virkus, C. A Hoppin, Horatio Gates Somersby, Gustave Anjou e John S. Wurts.

### Portugal

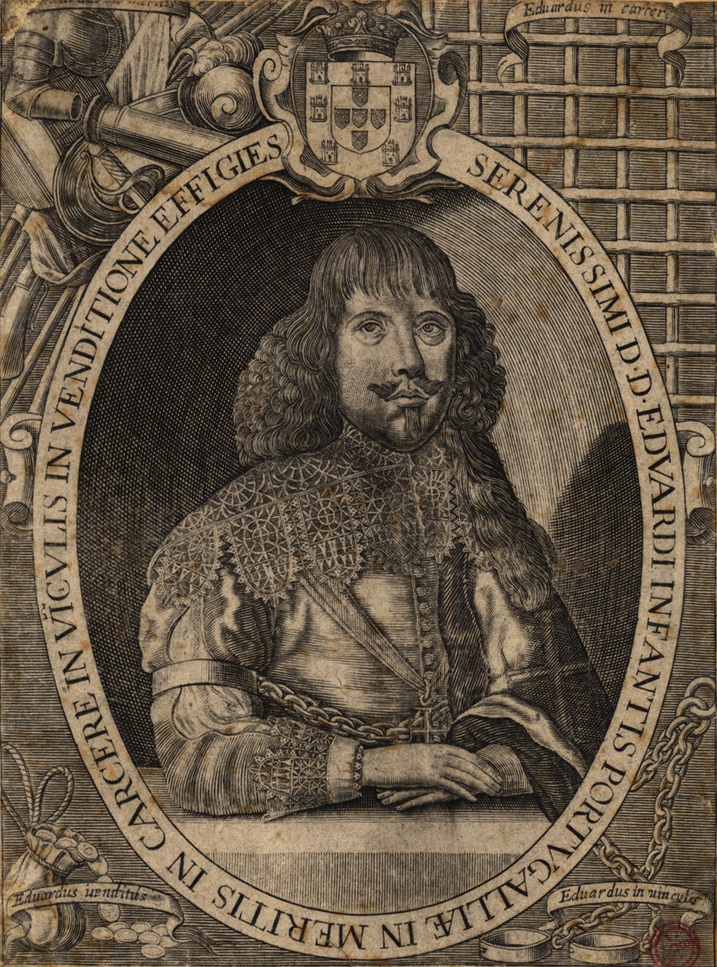
O Infante D. Duarte

Em Portugal são conhecidos vários exemplos. 
Um desses casos, talvez o mais conhecido de todos, é o dos engenheiros militares Guilherme Joaquim Paes e Francisco Xavier Paes, irmãos, que se fizeram passar por descendentes do Infante D. Duarte, através da falsificação de vários documentos.
Outro exemplo conhecido foi o do pai do Marquês de Pombal que, sendo proveniente de família tida como de fidalgos de terceira categoria, resolveu inventar um livro de genealogia. Impresso em 1702, em Nápoles, para fugir às autorizações necessárias em Portugal, Manuel de Carvalho e Ataíde ficcionou no livro, pela pena de um inexistente “prior D. Tivisco de Nasão Zarco y Colona”, ligações dos Carvalho e Melo a distintas raízes, de fidalgos da Restauração (a que acrescentou outros, como o florentino “Genebra Cavalcanti”) a “mestres-sala de D. João II”. A burla seria denunciada e eternizou-se como mancha na reputação da família.

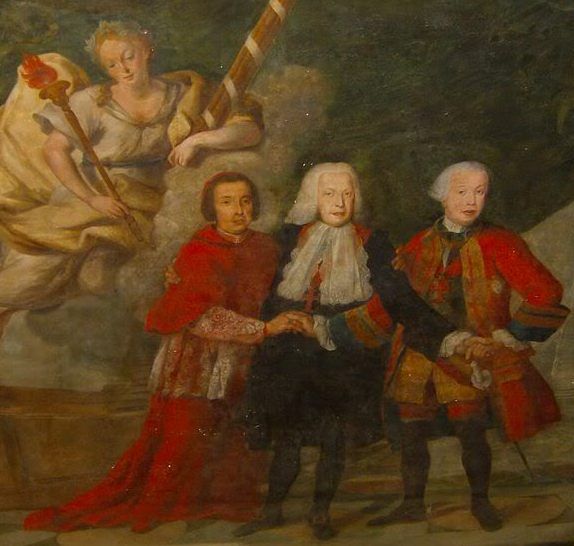
Sebastião José de Carvalho e Melo e os seus irmãos, o Cardeal Inquisidor e o Governador do Grão-Pará, filhos de Manuel de Carvalho e Ataíde (Pintura de Joana do Salitre, na sala da Concórdia do Palácio Marquês de Pombal, Oeiras)

Já no século XXI, em plena era digital, surgiu um indivíduo a assumir-se representante genealógico dos Marqueses de Louriçal, alegando ser detentor do título e auto intitulando-se Dom Tiago de Louriçal, ou Dom Tiago Henriques de Louriçal. 
Em 5 de Julho de 2007 criou uma fundação, denominada Fundação D. Henrique de Menezes, com sede em Algueirão, assim nomeada em referência ao 3.º Marquês de Louriçal.
Em 12 de Novembro de 2010, numa entrevista publicada no periódico Região de Leiria, assumiu-se como filho de um D. António de Menezes, Conde da Ericeira, e neto de outro D. António de Menezes, Marquês de Louriçal. Disse ter sido baptizado pelo Patriarca de Lisboa, D. José Policarpo, com "26 nomes no assento de batismo", e viver em Sintra, numa quinta que designou "da Regateira".
Em 29 de Junho de 2011 foi agraciado pela Embaixada de Espanha em Portugal, que tem assento no Palácio de Palhavã, antiga propriedade dos Marqueses de Louriçal, com a Cruz da Ordem de Isabel a Católica.

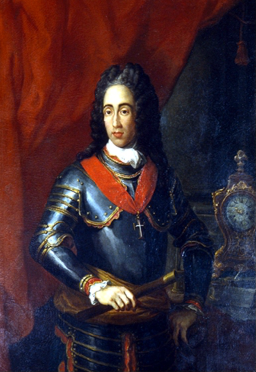
D. Luís Carlos Inácio Xavier de Meneses (1689-1742), 5.º Conde de Ericeira e 1.º Marquês de Louriçal

Apareceu identificado como D. Tiago Henriques de Louriçal na lista dos órgãos sociais do Grémio Literário, publicada no respetivo site, nomeando-se, sempre, junto desse organismo, com o tratamento de "Dom" e com o sobrenome seguido de "Louriçal". Foi também identificado com a dignidade de "Dom" por D. Manuel Clemente no prefácio da obra "Esclarecimentos à Vida Pública do Cardeal Saraiva - 1820-1823", publicada em 2018, e nos agradecimentos ínsitos na publicação da obra "Régio Aparato e Soberano Festejo - As cerimónias de sagração da Real Basílica de Mafra em Outubro de 1730", coordenada por Teresa Leonor M. Vale, de 2019. Como escrivão da Real e Venerável Irmandade do Santíssimo Sacramento de Mafra, onde também se identificou sempre como D. Tiago Henriques de Louriçal, coordenou a publicação de "Mafra Sacra - Memória & Património", de 2017.
Em 28 de Outubro de 2022, na qualidade de vogal substituto do Grémio Literário para o triénio 2022/2024, declarou, perante o Instituto dos Registos e do Notariado (IRN), ser residente na "Quinta da Regateira", Rua Barbosa du Bocage, em Sintra, topónimo inexistente naquele arruamento e naquela localidade, e confundível com a Quinta da Regaleira, sita naquele mesmo arruamento.
A tentativa de se fazer representante da extinta Casa de Louriçal passou também pela Wikipédia, na página dedicada esse título.
O aparecimento desta figura nos meios sociais e nas redes sociais, como suposto descendente e representante genealógico de uma linhagem tida como extinta, levantou sérias dúvidas e deu azo a discussão na internet, nomeadamente no fórum do site Geneall, espaço dedicado à genealogia, acabando por apurar-se que a pessoa em questão era natural de Negrais, filho e neto de empresários locais dedicados ao negócio de leitões assados, sem qualquer relação com a Casa de Louriçal.

### Brasil
São também conhecidos vários exemplos de fraude genealógica no Brasil.
O processo de habilitação de Felipe Pais Barreto, membro de uma rica família do Pernambuco colonial, a cavaleiro da Ordem de Cristo, revela um sistema de fraude genealógica montado com o propósito de apagar as origens comprometedoras do habilitando e contornar as normas vigentes, de limpeza de sangue, que vedavam aos descendentes de judeus, africanos, índios e mouros o acesso aos cargos públicos, à carreira eclesiástica e às honrarias e mercês dispensadas pela Coroa.